# استفتاء الدستور المالي 2021
استفتاء الدستور المالي 2021 سيُعقد في مالي في 31 أكتوبر 2021. وكان من المقرر مبدئيًا عقده في 9 يوليو 2017. ومع ذلك تم تأجيله في أواخر يونيو بدون تحديد موعد، قبل إحيائه في منتصف أبريل 2021.

## التغييرات الدستورية
ستنشئ التعديلات على الدستور مناطق جديدة تماشياً مع اتفاقية 2015 مع الانفصاليين في شمال مالي. كما أنها ستعزز سلطات الرئيس، مما يسمح له بتعيين ثلث أعضاء مجلس الشيوخ الذي تم إنشاؤه حديثًا (حيث يعتمد التمثيل على المناطق، مما يوفر مزيدًا من التمثيل للشمال ذات الكثافة السكانية المنخفضة ولكنها واسعة النطاق)، وكذلك رئيس المحكمة الدستورية. كما سيتم إنشاء مجالس إقليمية منتخبة في مناطق مالي العشر، بما في ذلك المجالان اللتان تم إنشاؤهما حديثًا في الشمال. كما سيتم إنشاء ديوان المحاسبة.

## الحملة الانتخابية
أثارت مقترحات منح الرئيس سلطات أكبر احتجاجات في باماكو في 2 يوليو 2017 قبل زيارة الرئيس الفرنسي إيمانويل ماكرون.